# Edwin C. Smith
Pour les articles homonymes, voir Edwin Smith et Smith.
Edwin Cleghorn Smith (1852-16 mai 1924) est un homme politique canadien de la Colombie-Britannique. Il est aussi député provincial indépendant de la circonscription britanno-colombienne d'East Kootenay South de 1900 à 1903. Son nom est parfois indiqué comme Edwin Clark Smith.

## Biographie
Né dans le Michigan aux États-Unis, Smith étudie à l'Ashswamp Academy. Installé en Colombie-Britannique en 1893, il prend part à la découverte de la mine Sullivan (en) à Kimberley et en devient l'un des propriétaires. 
Élu député indépendant en 1900, il est candidat libéral dans Fernie en 1903.
Il meurt à Cranbrook à l'âge de 73 ans.